# 瓜波塔
瓜波塔是哥倫比亞的城鎮，位於該國東北部，由桑坦德省負責管轄，距離首府布卡拉曼加154公里，始建於1810年，面積526平方公里，海拔高度1,534米，2005年人口2,229。
6°23′N 73°15′W / 6.383°N 73.250°W